# Irina Chakamadová
Irina Mucuovna Chakamadová (rusky Ирина Муцуовна Хакамада; * 13. dubna 1955 Moskva) je ruská politička a žurnalistka. Její otec byl japonský komunista, který získal azyl v SSSR. Matka byla učitelka angličtiny, měla ruské, arménské a lezginské kořeny. Vystudovala ekonomickou vědu na Univerzitě Patrice Lumumby a Lomonosovově univerzitě. V letech 1984 až 1989 byla členkou komunistické strany. V roce 1993 byla zvolena poslankyní Dumy. Patřila mezi opoziční politiky, kteří v roce 1999 založili Svaz pravicových sil. V říjnu 2002 se zúčastnila vyjednávání s teroristy, kteří obsadili divadlo na Dubrovce. V roce 2004 kandidovala v prezidentských volbách a získala 3,84 % hlasů. Od roku 2016 působí ve Straně růstu. Přednáší na Státním institutu mezinárodních vztahů v Moskvě, je členkou Rady ruského prezidenta pro lidská práva, působí také jako herečka a televizní moderátorka, vydává knihy.